# Il meglio di Anima mia
Il Meglio di Anima Mia è un VHS di Claudio Baglioni pubblicata nel 1997 e registrato durante le puntate di Anima Mia.
La VHS contiene il sesto episodio di Anima mia, andato in onda il 7 marzo 1997 con il titolo Anima Mix. Questa puntata speciale raccoglieva i momenti più belli del programma, che avevano riscosso un enorme successo, raggiungendo una media di quasi 10 milioni di spettatori. Il programma vinse il Telegatto come trasmissione dell’anno e si affermò come una delle trasmissioni più viste nella storia della RAI.

## Descrizione
Il programma era centrato sull'immaginario collettivo degli anni settanta (per la precisione, prendeva in esame gli anni dal 1968 al 1983), e rievocava i vari miti e le mode della cultura di massa italiana (soprattutto televisiva) di quegli anni, affrontandone la rilettura tramite il ricordo nostalgico, seppur accompagnato da notevoli dosi di ironia, in notevole controtendenza sull'approccio generalmente diffuso con cui veniva affrontata la memoria di quell'epoca, fino a quel momento tradizionalmente nota come Anni di piombo.
Il titolo era preso a prestito dall'omonimo grande successo del complesso musicale de I Cugini di Campagna, ospiti fissi in studio, così come Tommaso Labranca, celebre ideologo del trash, nel ruolo di consulente socio-culturale della trasmissione, dove commentava quale esperto i principali argomenti trattati in ogni puntata. Pietro Galeotti rivestiva il ruolo di inviato speciale, mentre ad un personaggio del mondo dello spettacolo era affidata la "missione" in esterna, ovvero ricercare "icone" d'epoca (Moira Orfei, Afric Simone, Zed, etc.) a questi inizialmente ignote, insieme alle quali compiere un viaggio in auto con destinazione lo studio televisivo, ove essi giungevano nella parte finale del programma.